# Juncus concolor
Juncus concolor är en tågväxtart som beskrevs av Gunnar Samuelsson. Juncus concolor ingår i släktet tåg, och familjen tågväxter. Inga underarter finns listade i Catalogue of Life.